# NGC 1583
NGC 1583 est une vaste galaxie lenticulaire relativement éloignée et située dans la constellation de l'Éridan. NGC 1583 a été découverte par l'astronome américain Francis Leavenworth en 1885.

## Caractéristiques
Sa vitesse par rapport au fond diffus cosmologique est de 8 696 ± 27 km/s, ce qui correspond à une distance de Hubble de 128,3 ± 9,0 Mpc (∼418 millions d'al).